# 奧帕卡
奧帕卡是保加利亞的城鎮，位於該國東北部，距離首府特爾戈維什特50公里，由特爾戈維什特州負責管轄，面積56.94平方公里，海拔高度188米，2010年人口2,900，居民主要信奉東正教。

## 外部連結
- http://www.guide-bulgaria.com/NE/Turgovishte/Opaka/Opaka （页面存档备份，存于）

43°27′N 26°10′E / 43.450°N 26.167°E